# Чернов Денис Валерійович
Чернов Денис Валерійович (1978) — український художник та викладач, є членом Національної спілки художників України та Спілки художників Росії, працює переважно у техніці малюнку олівцем та олійними фарбами. Окрім України роботи Дениса Чернова зберігаються у часних колекціях в Канаді, США, Англії, Греції, Іспанії, Італії, Франції, Угорщині, РФ, Китаї та Японії, продавалися на аукціоні Крістіз. З 2014 року Денис Чернов проживає та працює на території Російської Федерації.

## Життєпис
Народився 22 травня 1978 року у місті Самбір у Львівській області.
У 1998 році закінчив Харківське державне художнє училище.
У 2004 році закінчив Харківську державну академію дизайну та мистецтв, факультет за спеціалізацією «Графіка». Деякий час був зарахований до аспірантури Харківської державної академії дизайну та мистецтв на відділенні "Історія і теорія культури".
З 2004 по 2006 роки працює викладачем спеціальних дисципліни у Харківському державному художньому училищі.
У 2006 році організував творче об'єднання "ИНSАЙТ".
У 2008 році вступає до Національної спілки художників України.
З 2005 по 2014 роки працює викладачем малюнку у Харківській державній академії дизайну та мистецтв.
У 2014 році переїздить з України до Російської Федерації.
З 2015 по 2016 роки викладає пластичну анатомію у Рязанському художньому училищі імені Г. К. Вагнера.
З 2016 року викладає малюнок та живопис у Рязанському філіалі Московського інституту культури.
У 2016 вступає до Спілки художників Росії.

## Нагороди
- Медаль «Талант і покликання» Міжнародної асоціації "Миротворець".
- 2009 — переможець у номінації малюнок салону Art Renewal Center з роботою "Човен" (2001).
- Перше місце серед графічних робіт у конкурсі присвяченому виставці "Відкритий урок".

## Виставки
Денис Чернов брав участь у численних (більше 100) виставках в Україні та за кордоном.

## Наукові публікації Дениса Чернова
- Чернов Д. В. Вечность, архетип Самости и его символи; Вісник Харківської державної академії дизайну і мистецтв № 8. — Харків, 2005.
- Чернов Д. В. Время и Вечность; Харківської державної академії дизайну і мистецтв № 9. — Харків, 2005.
- Chernov, D. Art as a Symbolic Form of Culture; Вісник Харківської державної академії дизайну і мистецтв № 3. — Харків, 2006.
- Чернов Д. В. Время, человек и природа в западноевропейской пейзажной живописи 16-17 веков; Вісник Харківської державної академії дизайну і мистецтв
- Чернов Д. В. Современность и классика: в продолжение спора о древних и новых; Вісник ХДАДМ: Зб. наук. пр.;за ред. Даниленка В. Я. — Харків: ХДАДМ, 2007. № 5.
- Чернов Д. В. До проблеми прочитання алегоричного і символічного в картинах Н. Пуссена «Танок людського життя» і «Час рятує Істину від заздрості і розбрату» / Д. В. Чернов // Культура народов Причерноморья.  № 177, 2010. — Симферополь: ТНУ им. В. И. Вернадського, 2010. — с. 184—187.
- Чернов Д. В. Историческое и символическое время в картине П. Веронезе «Пир в доме Левия» («Тайная Вечеря») / Д. В. Чернов //Вісник ХДАДМ: Зб. наук. пр.- Х.: ХДАДМ, 2007. — № 11. — С. 148—162.
- Чернов Д. В. Символические образы времени в живописи / Д. В. Чернов // Вісник Харківської державної академії дизайну і мистецтв. № 6 2008. — Х.: ХДАДМ 2008. — с. 145—160.